# Brandon Belt
Brandon Kyle Belt (Nacogdoches, 20 aprile 1988) è un giocatore di baseball statunitense, prima base per i Toronto Blue Jays della Major League Baseball.

## Carriera

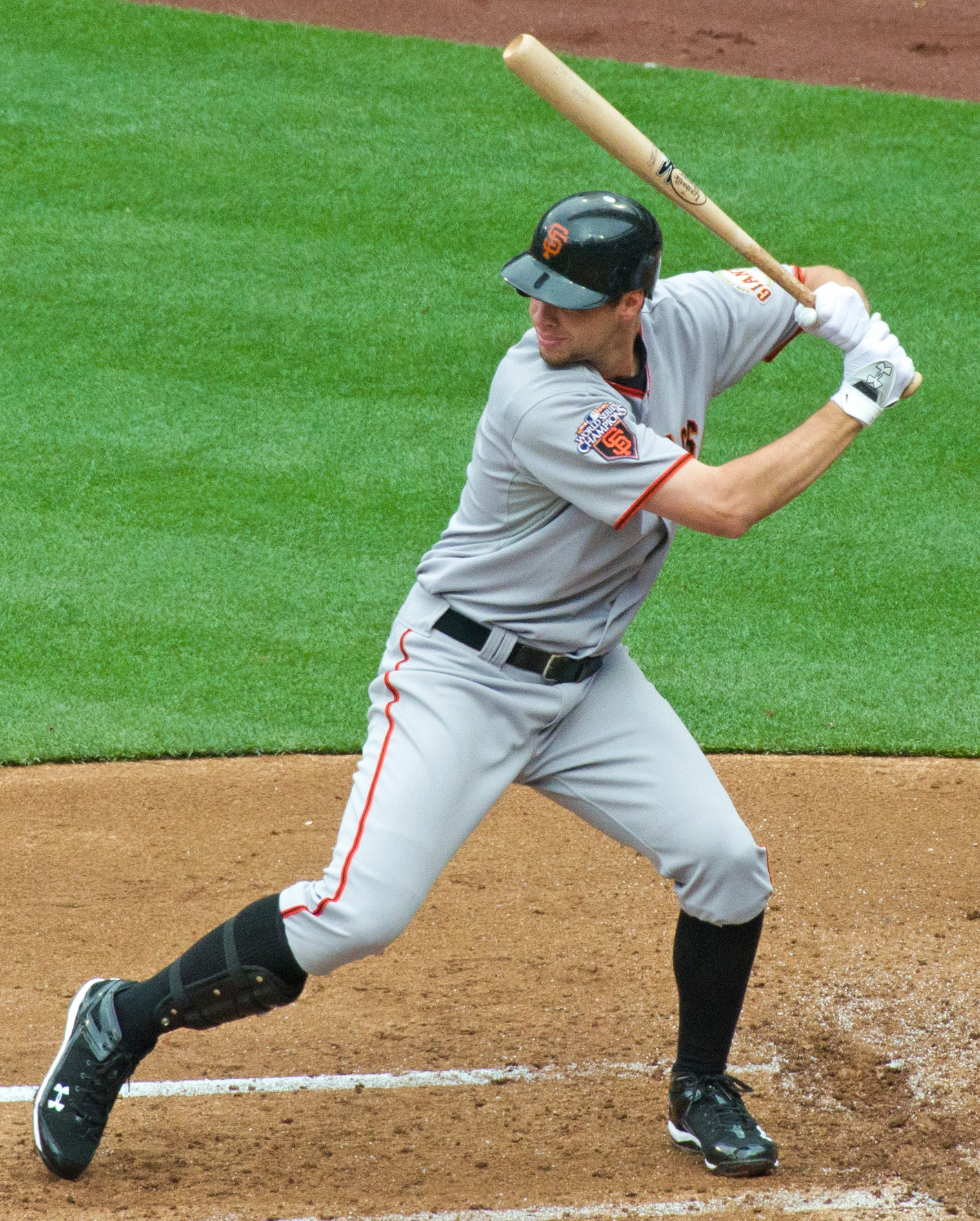
Belt in battuta nel 2011

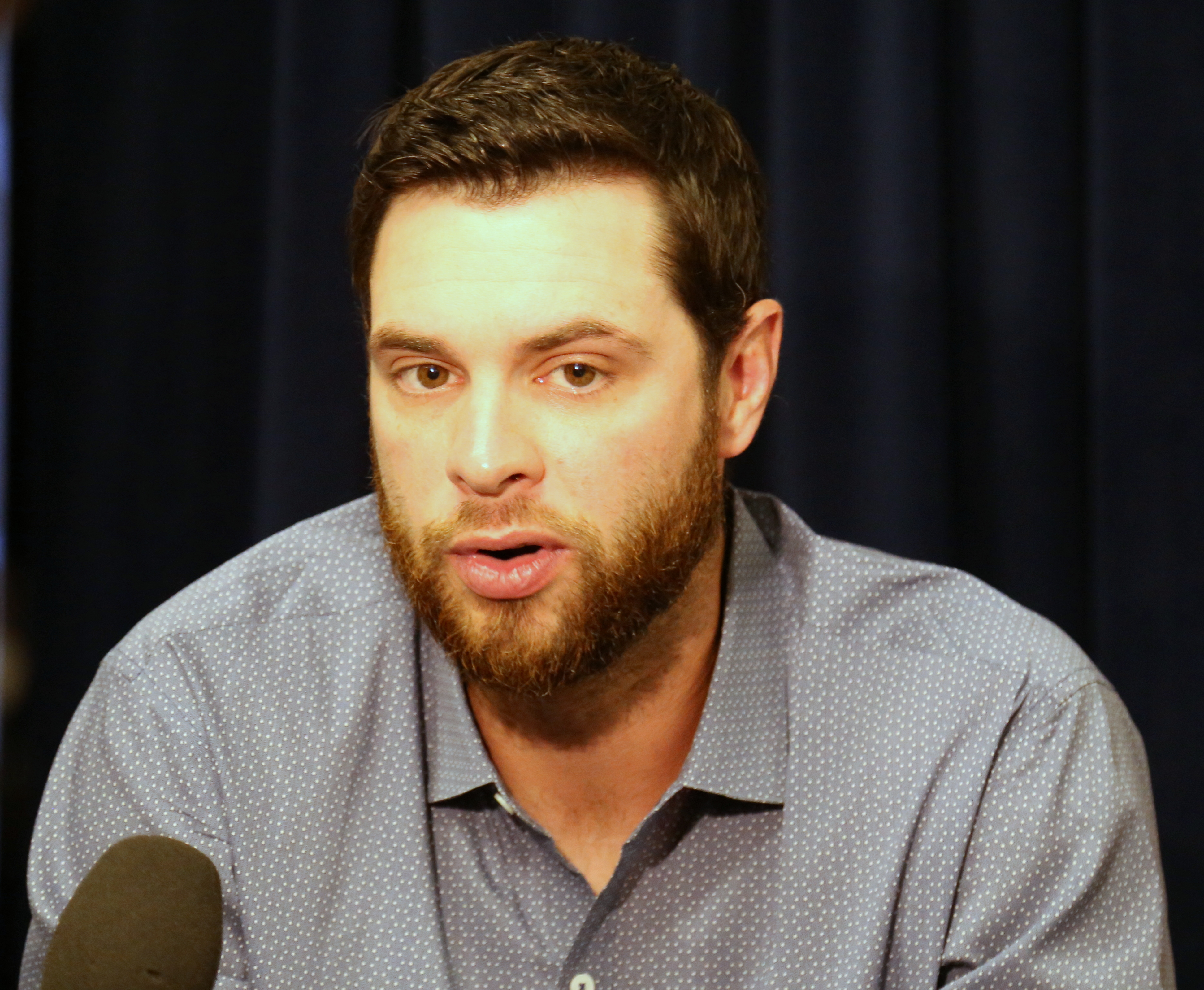
Belt nel 2016

### Inizi e Minor League (MiLB)
Belt frequentò la Hudson High School di Hudson, Texas da dove venne selezionato la prima volta nell'11º turno del draft MLB 2006, dai Boston Red Sox. Scelse di non firmare e si iscrisse al San Jacinto College di Pasadena, dove Belt venne selezionato, sempre nell'11º turno, del draft 2007 dagli Atlanta Braves, declinando però nuovamente l'ingresso nel professionismo. Nel 2008 Belt si trasferì all'Università del Texas di Austin per disputare due stagione con la squadra universitaria.
Belt entrò nel baseball professionistico durante il draft MLB 2009, quando venne selezionato, nel 5º turno, dai San Francisco Giants, con un bonus alla firma di 200.000 dollari. Iniziò a giocare nel 2010, partecipando nella stagione d'esordio alla classe A-avanzata, alla Doppia-A e alla Tripla-A, giocando come prima base e in qualche occasione come esterno nella Doppia-A e nella Tripla-A.

### Major League (MLB)
Belt debuttò nella MLB il 31 marzo 2011 nella partita inaugurale della stagione, al Dodger Stadium di Los Angeles contro i Los Angeles Dodgers, battendo la sua prima valida nel primo turno di battuta, ottenendo una base su ball e venendo eliminato una volta per strikeout. Batté il suo primo home run il 1º aprile. Il 20 aprile venne assegnato in Tripla-A e tornò nella MLB il 26 maggio. Il 4 giugno si infortunò, dopo che venne colpito da un lancio in una partita contro i Cardinals, e venne inserito nella lista degli infortunati. Il 7 luglio venne assegnato nella Tripla-A e tornò nella MLB il 19 luglio, battendo un home run contro i Dodgers.
Concluse la stagione con 63 partite disputate nella MLB e 53 nella minor league, di cui 49 nella Tripla-A e 4 nella classe A-avanzata.
Durante la stagione d'esordio nella massima serie, Belt giocò come prima base ed esterno sinistro, con 31 partite in ciascun ruolo (una partita come esterno destro); mentre nelle stagioni seguenti venne impiegato quasi esclusivamente in prima base, apparendo sporadicamente come esterno sinistro.
Nel 2012 partecipò al primo post stagione e vinse le sue prime World Series di carriera.
Nel 2014 ottenne il suo secondo anello delle World Series, dopo la vittoria dei Giants nella gara 7, contro i Royals.
Il 3 febbraio 2015, Belt e i Giants conclusero un accordo annuale del valore di 3.6 milioni di dollari. Nel 2016 firmò un nuovo contratto con la franchigia, di un anno per 6.2 milioni. Durante la stagione venne selezionato per suo primo All-Star Game.
Nella stagione 2017, terminò la stagione in anticipo, il 4 agosto, a causa di problemi fisici.
Il 22 aprile 2018, Belt fece segnare un nuovo record MLB per il numero di lanci mai visti in un solo turno di battuta, con i 21 lanci effettuati dal lanciatore degli Angels, Jaime Barria, ai suoi danni. Belt batté 16 foul, di cui 15 con due strike, prima di venire eliminato dopo aver battuto una palla al volo sull'esterno destro.

## Palmares

### Club
- World Series: 2

San Francisco Giants: 2012, 2014

### Individuale
- MLB All-Star: 1

2016
- Giocatore della settimana: 2

NL: 11 agosto 2013, 20 maggio 2018